# Dri-Sleeve Car
Die Dri-Sleeve Car Co. war ein britischer Automobilhersteller, der nur 1970 in Warminster (Wiltshire) ansässig war.
Der Dri-Sleeve war eine Replika des Bugatti Type 35. Der Wagen hatte ein speziell konstruiertes Fahrgestell, das mit dem GT-Motor des Ford Capri ausgestattet war. Der Vierzylinder-Reihenmotor mit obenliegender Nockenwelle (Ford Kent-Motor) besaß einen Hubraum von 1,6 l.
Der Wagen war mit um die £ 3.000 recht teuer und konnte sich daher nicht einmal in seinem engen Marktsegment durchsetzen.